# Fuerza de Despliegue Rápido (Argentina)
La Fuerza de Despliegue Rápido (FDR) es una unidad de tamaño división del Ejército Argentino creada en el año 2011 con la Agr FOE (agrupación de fuerzas de operaciones especiales), la IV Brigada Aerotransportada y la X Brigada Mecanizada.
Esta FDR es un comando dependiente del Comando de Adiestramiento y Alistamiento del Ejército y se encuentra en la Guarnición de Ejército "Campo de Mayo", provincia de Buenos Aires.
Es la unidad más versátil del EA. Es la primera respuesta militar ante un conflicto con unidades de gran movilidad estratégica y táctica. Está previsto que opere en cualquier zona del país.

## Historia
Es creada la FDR el 1 de enero de 2011 por Resolución 1633/2010 de la ministra de Defensa Nilda Garré, conformada por la IV Brigada Paracaidista (que formaba parte del ex Cpo Ej III), la X Brigada Mecanizada "Tte. Grl. Nicolás Levalle" (que formaba parte del ex Cpo Ej V) y la Agr FOE, creada en 2005.

## Organización

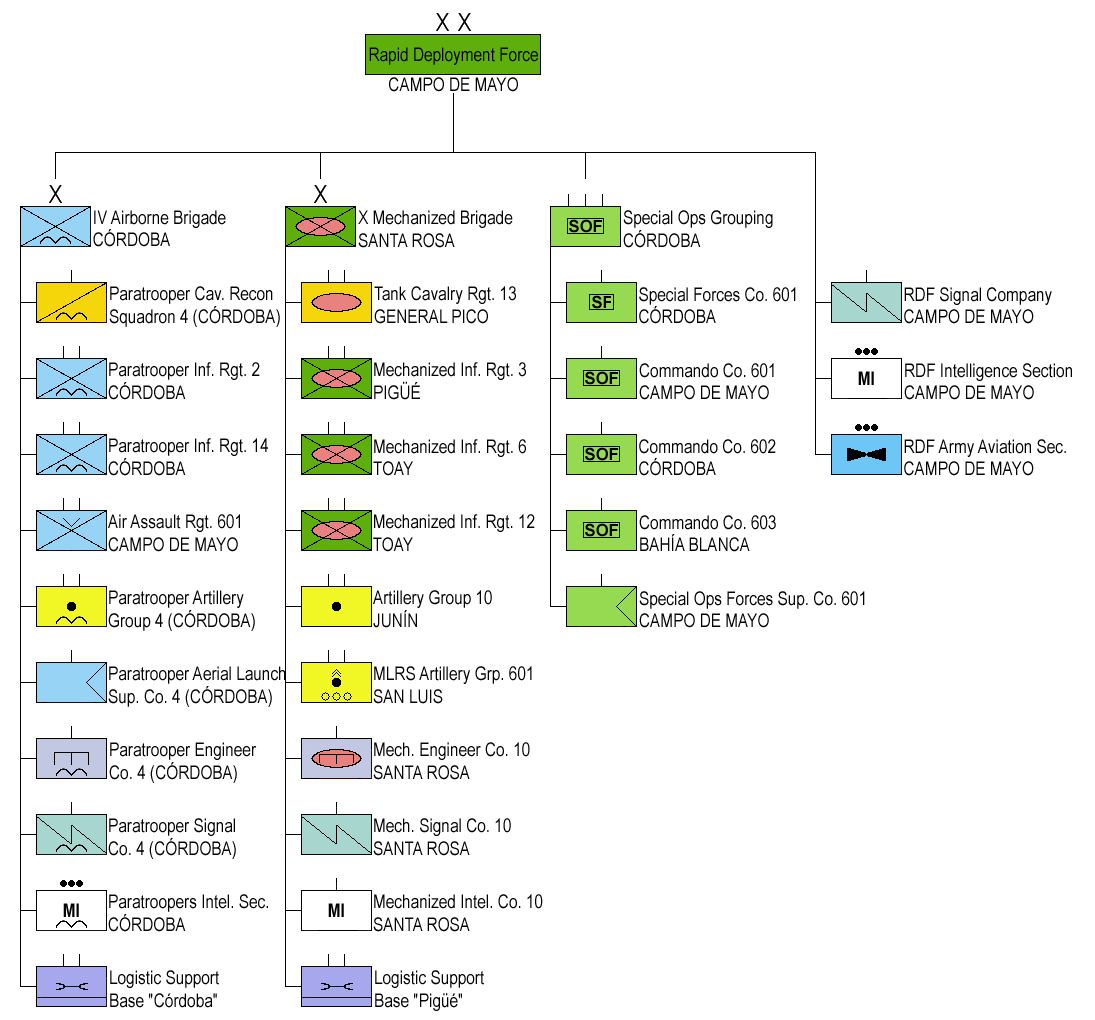
Fuerza de Despliegue Rápido organización 2020

La composición, despliegue de paz y relaciones orgánicas de comando de la Fuerza de Despliegue Rápido es la siguiente:
- Comando de la Fuerza de Despliegue Rápido (Cdo FDR). Guar Ej Campo de Mayo (BA).[6] Bajo dependencia directa de este comando se hallan 2 grandes unidades de combate y varios elementos independientes (formaciones):[5][6]

Formaciones
* Jefatura de la Agrupación de Fuerzas de Operaciones Especiales (Jef Agr FOE). Guar Ej Córdoba (Av. Ejército Argentino - Ruta E55 , CD).
- - Compañía de Comandos 601 (Ca Cdo(s) 601). Guar Ej Córdoba (Av. Ejército Argentino - Ruta E55 , CD).
  - Compañía de Comandos 602 (Ca Cdo(s) 602). Guar Ej Córdoba (Av. Ejército Argentino - Ruta E55 , CD).
  - Compañía de Comandos 603 (Ca Cdo(s) 603). Guar Ej Bahía Blanca (BA).
  - Compañía de Apoyo de Fuerzas de Operaciones Especiales 601 (Ca Apy FOE 601). Guar Ej Córdoba (Av. Ejército Argentino - Ruta E55 , CD).
  - Compañía de Fuerzas Especiales 601 (Ca FFEE 601). Guar Ej Córdoba (Av. Ejército Argentino - Ruta E55 , CD).
  - Compañía de Ingenieros Buzos de Ejército 601 (Ca Ing Bzo(s) Ej 601). Guar Ej Santo Tomé (SF).[7]
- Agrupación de Sistemas de Lanzadores Múltiples 601. (Agr SLM 601). Guar Ej Campo de Mayo (BA).
- Compañía de Comunicaciones de la Fuerza de Despliegue Rápido (Ca Com FDR). Guar Ej Campo de Mayo (BA).
- Sección de Aviación de Ejército de Despliegue Rápido (Sec Av Ej DR). Guar Ej Campo de Mayo (BA).
- Sección de Inteligencia de Despliegue Rápido (Sec Icia DR). Guar Ej Campo de Mayo (BA).

### Unidades dependientes

#### IV Brigada Aerotransportada
- Comando de la IV Brigada Aerotransportada (Cdo Br Aerot IV). Guar Ej Córdoba (camino a La Calera, CD).[5][6]
  - Regimiento de Infantería Paracaidista 2 «General Balcarce» (RI Parac 2). Guar Ej Córdoba (camino a La Calera, CD).
  - Regimiento de Infantería Paracaidista 14 (RI Parac 14). Guar Ej Córdoba (camino a La Calera, CD).
  - Regimiento de Asalto Aéreo 601 (R Asal Ae 601). Guar Ej Campo de Mayo (BA).
  - Escuadrón de Exploración de Caballería Paracaidista 4 «Centauros del Aire» (Esc Expl C Parac 4). Guar Ej Córdoba (camino a La Calera, CD).
  - Compañía de Apoyo de Lanzamientos Aéreos Paracaidista 4 (Ca Apy Lan(s) Ae(s) Parac 4). Guar Ej Córdoba (camino a La Calera, CD).
  - Sección Guías Paracaidistas[8] (Sec Guias Parac(s)). Guar Ej Córdoba (camino a La Calera, CD).
  - Grupo de Artillería Paracaidista 4 (GA Parac 4). Guar Ej Córdoba (camino a La Calera, CD).
  - Compañía de Ingenieros Paracaidista 4 (Ca Ing Parac 4). Guar Ej Córdoba (Cu «Santa Leocadia», Villa Carlos Paz, CD).[9] Es la UMRE IV.
  - Compañía de Comunicaciones Paracaidista 4 «Teniente Primero José María Severino» (Ca Com Parac 4). Guar Ej Córdoba (camino a La Calera, CD).
  - Sección de Inteligencia Paracaidista (Sec Icia Parac). Guar Ej Córdoba (camino a La Calera, CD).
  - Base de Apoyo Logístico «Córdoba» (BAL Córdoba). Guar Ej Córdoba (camino a La Calera, CD).

#### X Brigada Mecanizada
- Comando de la X Brigada Mecanizada «Teniente General Nicolás Levalle» (Cdo Br Mec X). Guar Ej Santa Rosa (LP).[5][6][10]
  - Regimiento de Infantería Mecanizado 3 «General Belgrano» (RI Mec 3). Guar Ej Pigüé (BA).
  - Regimiento de Infantería Mecanizado 6 «General Viamonte» (RI Mec 6). Guar Ej Toay (LP).
  - Regimiento de Infantería Mecanizado 12 «General Arenales» (RI Mec 12). Guar Ej Toay (LP).
  - Regimiento de Caballería de Tanques 13 «Teniente General Juan Esteban Pedernera» (RC Tan 13). Cu Ej General Pico (LP).
  - Grupo de Artillería 10 «Teniente General Bartolomé Mitre» (GA 10). Cu Ej Junín (BA).
  - Compañía de Comunicaciones Mecanizada 10 (Ca Com Mec 10). Guar Ej Santa Rosa (LP).
  - Compañía de Ingenieros Mecanizada 10 (Ca Ing Mec 10). Guar Ej Santa Rosa (LP). Es la UMRE X.
  - Compañía de Inteligencia Mecanizada 10 (Ca Icia Mec 10). Guar Ej Santa Rosa (LP).
  - Base de Apoyo Logístico «Pigüé» (BAL Pigüé). Guar Ej Pigüé (BA).